# Stanislav Novák (houslista)
Stanislav Novák, křtěný Stanislav Karel (13. listopadu 1890 Rychnov nad Kněžnou - 20. června 1945 Praha), byl český hudebník a houslista.

## Život
Narodil se v Rychnově nad Kněžnou do velké rodiny klempíře a hudebníka Ferdinanda Nováka a jeho ženy Marie roz. Sýkorové. V rodině, která byla hudebně založená, měl Stanislav dvě starší sestry z otcova prvního manželství, Josefu a Dorotu a pět vlastních sourozenců. Starší byl bratr Karel (*1889), který zemřel krátce po narození, pak dvě mladší sestry, Marii (*1892), která byla učitelkou hudby a Karolínu (*1894), jež učila hře na klavír a dále bratry Adolfa (*1896) a Karla (*1902), který byl prof. hudby a členem Česká filharmonie.
Svá studia, započal v Hradci Králové, kde absolvoval základní vzdělání, následně odešel do Prahy, kde navštěvoval konservatoř, kde studoval hru na housle a v roce 1906 se stal žákem prof. Jana Mařáka a později se ještě zdokonaloval u Karla Hoffmanna.
V roce 1913 se stal členem České filharmonie a po čtyřleté praxi zaujal místo prvního koncertního mistra. Jako sólista vystupoval s Českou filharmonií, nezřídka rovněž účinkoval v rozhlase, věnoval se rovněž hře komorní, čtyři roky účinkoval jako „primárius“ Novák-Frankově kvartetu a roku 1923 zaujal místo druhého houslisty v Českém kvartetu.
Stanislav Novák se přátelil za skladatelem Bohuslavem Martinů, seznámil a sblížil se s ním ve druhém ročníku na konzervatoři. Několikrát jej navštívil i ve Francii, ale vše zpřetrhala vypuknuvší 2. světová válka, Martinů odjel do USA a už se nesetkali. Za okupace byl Novák donucen k rozvodu se svojí židovskou manželkou a ta posléze i s jejich dvěma dcerami zahynula v Osvětimi. Houslový virtuos Stanislav Novák zemřel v Praze v polovině června roku 1945, krátce poté, co se dozvěděl o jejich osudu, a následně byl pohřben na hřbitově ve Smiřicích.
- Když Stanislav Novák v roce 1945 krátce po ukončení války zemřel, Martinů v New Yorku napsal obsáhlou vzpomínku na svého přítele kterou nadepsal prostě – "Stáňa". Takto své vyznání uvedl:

```
„Čas nelze vrátit zpět. Ve víru tragických událostí druhé světové války dosud nemůžeme pochopit ani co jsme získali, ani co jsme ztratili. Ale vzpomínky se vrací a s nimi i život, který je už za námi. A je to dlouhá, dlouhá cesta, co se setkali dva mladí hoši „konzervatoristé“, jejichž osudem bylo prožít tuto cestu ruku v ruce, společně. Je to tak daleko a přece skutečné, a ta dlouhá léta přátelství jsou stále zde, všudypřítomná, když po léta vzdálenost nás oddělovala…“.
```

V roce 1990 byla vytvořena bronzová pamětní deska houslisty Stanislava Nováka a skladatele Bohuslava Martinů, jejímž autorem byl sochař Milan Knobloch a následně byla ve Smiřicích i odhalena.